# マッハ文朱
マッハ 文朱（マッハ ふみあけ、1959年〈昭和34年〉3月3日 - ）は、日本の女優・タレント・歌手。元女子プロレスラー。熊本県出身。身長180cm（1975年7月）。血液型B型。

## 来歴

### 『スター誕生！』と山口百恵
元々歌手志望で、1972年、13歳で『スター誕生!』に出場し、第5回決戦大会（本戦合格者が出場する、芸能事務所・レコード会社参加の最終審査）まで進出したが、スカウトのプラカードは挙がらなかった。
同決戦大会では、山口百恵と一緒になった。山口とは同い年で、同大会では偶然にも共に牧葉ユミの『回転木馬』を歌唱し、山口は準優勝したがマッハはスカウトされなかった。このことから後に「山口百恵に敗れたマッハ」という形容で呼ばれるようになった（なおスター誕生は「勝ち抜き戦」ではなく審査は個別に行われるもので、直接対決に敗れたのではなく20社のスカウトが集中した山口との対比を指した比喩である）。
ちなみに本番前、マッハは山口から「テレビ局ってカッコいい人がいっぱいいるね。もし受からなくてもさ、この中から彼氏を見つけられるといいよね」と話しかけられた。山口の発言は本心かお互いの緊張をほぐすためだったかは不明だが、ざっくばらんで度胸のある彼女の発想に驚かされたという。

### プロレスラーへ
1974年、15歳で叔父がゴルフをやっていた関係でゴルファーになることが決まっていたが、「女子プロレスラー募集」という週刊誌の小さい募集記事を見つけてきた姉に勧められ、一転して全日本女子プロレスに入門した（結果的に芸能界に縁のあった者や志望者がプロレスに入門するというケースのはしりとなり、ミミ萩原、アストレスなどがそれに続いた）。
リングネーム「マッハ文朱」は、巴ゆき子の命名によるものであった。「タイグリスあかね」というリングネームに決まっていたが、マッハの強い希望で「マッハ文朱」になった。「マッハ」は何をするのも速いことから、「文」は本名から、「朱」は母におねだりして唯一買ってもらってよく着ていたセーターの色から。

### プロレスラーを目指すきっかけ
2011年10月1日付の『朝日新聞』の特集「うたの旅人」におけるインタビューで文朱はプロレス転身について、『スター誕生!』決戦大会後に番組プロデューサーから「いまはかわいい一辺倒のアイドル全盛だから、君は大人っぽくて中途半端だ」と言われたことから、体格と運動神経を生かしてスポーツの路に進むしかないと見極めがついた、と語っている。
別の記事によると、決戦大会終了後マッハが落ち込んで控室に戻ると、チーフ・プロデューサーの池田文雄から「君はすごくいいものを持っている。ただ、身長が高いから“かわいい子路線”では売りづらい。13歳だから（マッハと似たようなタイプの歌手である）和田アキ子のような迫力もまだ出せない。だから審査員の先生たちは皆、どう評価したらいいか考えあぐねたんだと思う」と優しく説明してくれたという。
その帰り道、初めて自分の身体の大きさを否定的に捉えたが、「ならばこの大きな身体を生かそう」と考えを切り替えたことで、その後女子プロレスラーの道を目指すことになる。マッハは後年「合格しなかったけど私の人生は『スター誕生！』から始まった。レスラーになるきっかけをくださったプロデューサーの池田さんの言葉に感謝しています」と語っている。

### 女子プロでの活躍
長身、ルックスの良さ、もって生まれたスター性、前述のごとく歌も歌えることなどからすぐに注目され、旗揚げ後苦難が続いた同団体初のアイドルスター選手となり、従来の女子プロレスのイメージを変え、テレビでの人気も上がり、同団体の経営が確立した。圧倒的な体格・体力だけでなく格闘技歴があったため、相手選手を壊さないように気をつけながらリングに上がっていたと本人は発言している。
1975年3月19日、WWWA世界シングル王座（第17代）を獲得した。同年4月15日、赤城マリ子とのタッグでWWWA世界タッグ王座（第61代）を獲得した。選手として強いだけではなく、プロの歌手としてレコードも出しそれをヒットさせ、試合後にリングで歌を披露するなど、それまでの女子プロレスラーにはなかった明るいアイドル性も備えており、女性ファンも多数獲得した。
過去に『スター誕生！』決戦大会出場経験もあったことから、ほどなくしてレコード会社から誘われて歌手デビューし、本人は「自分のキャラクターが認められたようで嬉しかった」としている。歌手デビューシングルの『花を咲かそう』は、各試合会場で事前に用意したレコード500枚が毎回完売したという。これを受けて後日、レコード大賞新人賞の話や紅白歌合戦出場の話もあったそうだが、当時マッハは年間250試合戦っており、女子プロ側の「興行の方が大切」との理由により彼女にこれらの話が伝わることなく断られてしまい、マッハ自身は後になってその話を聞いたという。最終的に『花を咲かそう』は40万枚のヒットになった。マッハの活躍で全日本女子プロレスの隆盛が始まり、後のビューティ・ペアやクラッシュギャルズの雛形的な存在だったと言える。同年、東映映画『華麗なる追跡』で映画デビューも果たした。

### レスラー引退後
1976年、「マッハ文朱」を名乗ってからわずか2年8ケ月でプロレスラーを引退し、芸能活動を開始する。映画『トラック野郎・天下御免』（シリーズ4作目）に序盤のシーンで一番星号とワッパ勝負をする女ミキサー運転手として出演し、菅原文太を投げ飛ばす。
1977年に東京12チャンネルと1年間に5試合限定の契約をしてリングに復帰した。全日本女子プロレス時代にちゃんとした引退試合ができなかったため、お礼や感謝の気持ちを伝えたいとの意向により、ファンを抽選で無料招待して異種格闘技戦を開催した。
空手初段であり、大山倍達の指導を受けた経験を持つ。空手の他に、柔道初段、合気道3段も取得している。
1984年、25歳で芸能活動を休業し、ニューヨークのハンター大学に1年間、語学留学をした。ブロードウェイに通いダンスを学ぶ。28歳で高校2年次に編入学し、30歳で高校を卒業した（通信教育）。1989年から1992年にかけて、ロサンゼルスのペパーダイン大学で健康心理学、南カリフォルニア大学で経済学を学ぶ。1993年、大学関連の知人のホームパーティーで知り合った男性と結婚した。1994年2月に長女、1995年8月に次女を共に台湾で出産した。のちにアメリカに移住し、2004年から10年ほどスポーツバーを経営した。
2013年7月18日のDDT両国国技館大会で赤井沙希がデビューすると知り、帰国して観戦した。10月には20年振りに日本で本格的に芸能活動を再開することを雑誌『女性自身』のインタビューで語り、2014年に復帰した。活動再開後は生島企画室（現在のFIRST AGENT）に所属した。2020年7月現在、毒蝮三太夫が所属する、まむしプロダクションと業務提携をしている。

## 人物
長女は元宝塚歌劇団星組男役の桃堂純。アメリカ在住の次女は2009年にジュニア・オレンジ・ボウルで優勝したテニスプレーヤーのユキ・クリスティーナ・チアンである。

## 出演

### 映画
- 華麗なる追跡（東映、1975年）
- トラック野郎・天下御免（東映、1976年） 須田雅美 役
- ドカベン（東映、1977年） 夏川夏子 役
- 宇宙怪獣ガメラ（大映、1980年） キララ 役 ※映画初主演作
- マルサの女（東宝、1987年） 秋山 役
- マルサの女2（東宝、1988年） 秋山 役
- 肉体の門（東映、1988年） ビッグママお京 役
- ドラえもん のび太の南海大冒険（東宝、1998年） ジャック 役
- ネズラ1964（3Y／KADOKAWA、2020年）[12]

### テレビドラマ
- ベルサイユのトラック姐ちゃん（テレビ朝日系・東映制作、1976年） 朱美 役
- 火曜日のあいつ 第8話「九州横断・妹よ!泣いちゃいけない12t」（TBS、1976年） 敬子 役
- 晴れのち晴れ（TBS、1977 - 1978年）
- 遠山の金さん 杉良太郎版 第65話「りんどう花が嵐を呼んだ」（1977年、NET/東映） -石黒ふみ
- 破れ傘刀舟悪人狩り 第32話「旗本雷馬族」（テレビ朝日、1977年） お春 役
- 気まぐれ本格派 （日本テレビ、1978年） ドベン 役
- 新・江戸の旋風 第3話「悪女伝の女たち」（1980年） お滝 役
- 大竹しのぶのああ!この愛なくば・頑張っせよ邦ちゃん（1980年8月28日、日本テレビ） - 看護婦・愛子 役
- 黄土の嵐（日本テレビ、1980 - 1981年）十三妹役（レギュラー）
- 熱中時代 第2シリーズ 第17話「祖父母会とボートレース」（1980年、日本テレビ） - 由利子 役
- 消防官物語・風に立て（TBS、1981 - 1982年）
- ここまでは他人（TBS、1981年）
- 人情紙風船（毎日放送、1982年）
- 遠山の金さん 第14話「母恋し! 緋牡丹仁義」（テレビ朝日、1982年） 清太郎 役
- 大奥 第38話「大奥のメリークリスマス」（関西テレビ、1983年） 紫野 役
- 西田敏行の泣いてたまるか 第5話「故郷は緑なりき」（TBS、1986年）
- 水曜ドラマスペシャル「水曜日の恋人たち 見合いの傾向と対策」（1986年、TBS）
- ザ・スクールコップ（フジテレビ、1988年） 石川明子 役
- 土曜ドラマ（NHK総合）
  - 十九歳（1989年） - 教師・川口芙美 役
- 金曜ドラマシアター「おふくろシリーズ7・おふくろに…万歳!!」（フジテレビ、1991年）：勉強係
- まさか、私が（東海テレビ、1991年）

### クイズ番組
- シャープ・スターアクション（日本テレビ）
- 連想ゲーム（NHK総合）
- チャレンジQ（関西テレビ） 司会 役
- 霊感ヤマカン第六感（朝日放送）
- 笑って許して!!（日本テレビ）
- 象印クイズ ヒントでピント（テレビ朝日、1979年7月8日（第18回） - 1983年12月25日（第234回））[注釈 1][13][注釈 2]。
- クイズ!!ひらめきパスワード（毎日放送）

### バラエティ
- オールスター90分（フジテレビ、1974年11月23日から「格闘コーナー」にレギュラー出演）
- スター誕生! 欽ちゃん一座正月公演（日本テレビ、1975年1月3日。初の『スタ誕』特番で、決戦大会で出逢った山口百恵と再会）
- ドカドカ大爆笑（テレビ朝日）
- 三枝の愛ラブ!爆笑クリニック（関西テレビ）
- 激突!お笑いルーレット（関西テレビ） 司会 役
- 街かどテレビ11:00（TBS）
- 独占!女の60分（テレビ朝日）
- 早見優のアメリカンキッズスペシャル（中京テレビ） - 出演者
- パソコントラベル君ならどうする（TBS） 司会 役
- ペケ×ポン（フジテレビ）（不定期出演）

### その他のテレビ番組
- とびだせ!パンポロリン（テレビ朝日）
- 全国ジュニア歌謡選抜（毎日放送） 司会 役
- 晴ればれハローショッピング（主に独立UHF局） 山田隆夫とともに司会、進行を担当。以前は吉村明宏と担当していた 。
- マッハ文朱の電気で元気 - 九州電力一社提供のミニ番組、九州地区で放送されていた。
- マッハ文朱のすこやか達人倶楽部
- 家族そろって三つの歌（日本テレビ） 家族で出演
- おやかまっさん（KBS京都） MC、2016年10月3日 - 2019年3月29日
- 明石家さんまのコンプレックス杯（テレビ朝日） デカ女代表、2016年3月18日
- きらきん!（KBS京都）生中継リポーター、 2019年4月5日 -

### ラジオ番組
- ニューヒットポップス情報「歌謡曲ヒットチャート」（NHK-FM）
- ワールド・ポップス「日本ポップス情報」（NHK-FM）
- ジョイフルポップ「日本のポップス・オールディーズ」（NHK-FM） パーソナリティ、1987年4月 - 1988年3月
- 渋谷いきいき倶楽部（渋谷のラジオ）[14]

### CM
- スズキ・キャリイ
- キスカ（花王）
- カネヨン（カネヨ石鹸）
- ソフィ（ユニチャーム）
- 焼肉のたれ（エバラ食品工業）
- キンキホーム
- ノビッコ（プリマハム）

### 舞台
- オー!!キャリアガール（1979年）
- マグノリアの海賊（新宿 シアターアプル、1991年） ルネ 役

## ディスコグラフィー

### シングル
| 発売日         | レーベル             | 品番      | 面 | タイトル                             | 作詞         | 作曲       | 編曲       | 備考                                                                                  |
| -------------- | -------------------- | --------- | -- | ------------------------------------ | ------------ | ---------- | ---------- | ------------------------------------------------------------------------------------- |
| レスラー時代   |                      |           |    |                                      |              |            |            |                                                                                       |
| 1975年3月10日  | テイチクレコード     | SN-1447   | A  | 花を咲かそう                         | 千家和也     | 平尾昌晃   | 京建輔     |                                                                                       |
| 1975年3月10日  | テイチクレコード     | SN-1447   | B  | ひとり星                             | 千家和也     | 平尾昌晃   | 京建輔     |                                                                                       |
| 1975年         | テイチクレコード     | SN-1463   | A  | よろしくね                           | やまひさし   | 菊池俊輔   | 京建輔     |                                                                                       |
| 1975年         | テイチクレコード     | SN-1463   | B  | ともだちマーチ                       | やまひさし   | 菊池俊輔   | 京建輔     |                                                                                       |
| タレント転向後 |                      |           |    |                                      |              |            |            |                                                                                       |
| 1976年12月     | 日本コロムビア       | SCS-329   | A  | ダンズビロック                       | 中山大三郎   | 長沢口一   | 馬飼野俊一 | テレビ朝日系「とびだせ！パンポロリン」から                                            |
| 1976年         | 日本コロムビア       | SCS-330   | A  | ハッスルおばあちゃん                 | 中山大三郎   | 長沢口一   | 馬飼野俊一 | テレビ朝日系「とびだせ！パンポロリン」から のこいのこの「ハッスルばあちゃん」とは別曲 |
| 1977年         | 日本コロムビア       | FF-13     | A  | ダンズビロック                       | 中山大三郎   | 長沢口一   | 馬飼野俊一 |                                                                                       |
| 1977年         | 日本コロムビア       | FF-13     | B1 | ハッスルおばあちゃん                 | 中山大三郎   | 長沢口一   | 馬飼野俊一 |                                                                                       |
| 1977年         | 日本コロムビア       | FF-13     | B2 | マッハおねえさんのたのしいおしゃべり |              |            |            |                                                                                       |
| 1978年         | 日本コロムビア       | SCS-439   | A  | 宇宙ロックNo.1                       | 長沢ロー     | 長沢ロー   | 長谷川浩司 | テレビ朝日系「とびだせ！パンポロリン」から                                            |
| 1977年4月      | ママレコード         | LA-1002   | A  | 必殺勉強野郎                         | 長沢口一     | 長沢口一   | 馬飼野俊一 |                                                                                       |
| 1977年4月      | ママレコード         | LA-1002   | B  | ソウル見ちゃった                     | 長沢口一     | 長沢口一   | 馬飼野俊一 |                                                                                       |
| 1977年         | ミノルフォンレコード | LA-3      | A  | 森のカーニバル                       |              |            |            |                                                                                       |
| 1977年         | ミノルフォンレコード | LA-3      | B  | パンポロ小唄                         | 長沢ロー     | 長沢ロー   |            |                                                                                       |
| 1977年         | ミノルフォンレコード | KA-1034   | A  | 今日はPON PON                        | 荒木一郎     | 荒木一郎   |            |                                                                                       |
| 1977年         | ミノルフォンレコード | KA-1034   | B  | 海への伝言                           | 荒木一郎     | 荒木一郎   |            |                                                                                       |
| 1977年         | ミノルフォンレコード | LA-1002   | A  | 必殺勉強野郎                         | 長沢口一     | 長沢口一   | 馬飼野俊一 |                                                                                       |
| 1977年         | ミノルフォンレコード | LA-1002   | B  | ソウル見ちゃった                     | 長沢口一     | 長沢口一   | 馬飼野俊一 |                                                                                       |
| 1978年3月      | ミノルフォンレコード | KA-1089   | A  | 燃える青春                           | たかたかし   | 鈴木邦彦   |            |                                                                                       |
| 1978年3月      | ミノルフォンレコード | KA-1089   | B  | 愛は旅人                             | 榛名かづ枝   | 長沢口一   |            |                                                                                       |
| 1978年11月     | ミノルフォンレコード | KA-1138   | A  | 横・浜・模・様                       | 長沢口一     | 馬飼野俊一 |            |                                                                                       |
| 1978年11月     | ミノルフォンレコード | KA-1138   | B  | ペーパーバード                       | ちあき哲也   | 山梨鐐平   |            |                                                                                       |
| 1980年1月      | ミノルフォンレコード | KA-1196   | A  | 生きてるかぎり                       | やまひさし   | 菊池俊輔   | 菊池俊輔   |                                                                                       |
| 1980年1月      | ミノルフォンレコード | KA-1196   | B  | 愛は未来へ…                          | やまひさし   | 菊池俊輔   | 菊池俊輔   | 『宇宙怪獣ガメラ』主題歌                                                              |
| 1982年1月      | ミノルフォンレコード | KA-2058   | A  | もういいよ                           | さいとう大三 | 藤原蔵人   |            |                                                                                       |
| 1982年1月      | ミノルフォンレコード | KA-2058   | B  | 通り過ぎる愛                         | 山口あかり   | 長沢口一   |            |                                                                                       |
| 2018年8月15日  | テイチクレコード     | TECA13872 | 1  | ラブコールは5回目で                  |              |            |            | 沢井明と共演                                                                          |
| 2018年8月15日  | テイチクレコード     | TECA13872 | 2  | あまのじゃく デュエットVer.          |              |            |            |                                                                                       |

### アルバム
- マッハ文朱です　よろしくね（1975年、テイチクレコード、CF-85）

## タイトル歴
- WWWA世界シングル王座 - 第17代（最年少戴冠記録：16歳0か月 / デビュー後最短戴冠記録：7か月）
- WWWA世界タッグ王座 - 第61、62代（&赤城マリ子）

## 得意技
- エアプレーン・スピン
- 首四の字固め
- 回転地獄蹴り

## 著書
- 『マッハのどうぶつたいそう』(マッハのえほんシリーズ)マッハ文見朱 えとおはなし. 龍門出版社, 1981.1
- 『マッハ式やせてびっくり! - 私はこうして20キロやせた』（講談社、1982年5月）
- 『マッハのバナナビクス』（堀事務所、1984年1月）
- 『マッハ流痴漢ゲキタイ法 - 女のコの護身術』（主婦の友社、1984年1月）
- 『マッハのハトムギ美人になろうよ - やせる+美肌』（主婦の友社、1985年3月）
- 『マッハ式座弾&ダイエット - これはやせる!』（講談社、1986年7月）
- 『女をみがくスパ式心身美容法 - 心と体をシェイプアップする新ダイエット』（講談社、1992年9月）